# L'invitata (film)
L'invitata è un film del 1969 scritto e diretto da Vittorio De Seta.

## Trama
Tornato da un viaggio di lavoro in compagnia di Lorna, Laurent la presenta alla moglie, Anne, dicendole che è una sua amica in cerca di un maestro di recitazione. Anne accetta di ospitarla in casa per la notte, ma ben presto capisce quale sia il vero rapporto tra Laurent e la giovane donna. Decisa a lasciare il marito, Anne accompagna François, il suo datore di lavoro, in un lungo viaggio in automobile attraverso la Francia per raggiungere Michelle, la moglie di lui. I due si innamorano l’uno dell’altra e, quando arriveranno alla fine del viaggio, Anne conoscerà Michelle e si renderà conto d’esser divenuta a sua volta “l’invitata”.

## Accoglienza
Il film riceve l'apprezzamento di Alberto Moravia e Pier Paolo Pasolini, ma non ha successo di pubblico.